# Ian Broad
Ian Broad (Liverpool, 9 febbraio 1944) è un batterista britannico.
Broad, originario di Liverpool ha fatto parte di Rory Storm & The Hurricanes, gruppo nel quale militava in precedenza Ringo Starr. Dal 1964 al 1965 Suonò con The Big Three, The Seniors e con Heinz & The Wild Boys dove incontrò il chitarrista Ritchie Blackmore. Nel 1965-1966 giunse in Italia col gruppo The Bigs, e allo scioglimento della formazione ritornò in patria dove nell'estate di quello stesso anno si incontrò con Riki Maiocchi che cercava nuovi musicisti per un suo progetto, Nacquero così i The Trip, gruppo formato oltre che da Broad e Maiocchi anche da Blackmore, il bassista Arvid "Wegg" Andersen e il chitarrista Billy Gray.
Con i Trip suonò fino al settembre del 1967, anno in cui lasciò il gruppo e . nel 1970 ritornò in Italia per una collaborazione con Demetrio Stratos, in un gruppo di Rhythm and blues, prima che il cantante greco formasse gli Area.Nel 1973 fece parte del gruppo Italo -Britannico Mad House, con Jack Evans, Johnny Higgs Gianni Polidoro ed il bassista Mario. Nel 1974 Entro a far parte della Organizzazione del gruppo Deep Purple, con il suo amico di sempre Ritchie Blackmore. Oggi vive felicemente in Marco Island Florida USA.